# Де Превиль, Николя
Николя́ де Руссе́ль де Преви́ль (фр. Nicolas de Roussel de Préville; 8 января 1991, Шамбре-ле-Тур) — французский футболист, нападающий клуба «Труа».

## Биография
Николя де Превилль начинал свой пусть в футболе в клубе «Баржак», после чего перешёл в «Олимпик Алес». После обучался в академии «Кана», а затем перешёл в малоизвестный клуб «Баньоль-Пон».

### «Истр»
В 2009 году дебютировал за клуб Лиги 2 «Истр», заменив Аделя Шедли на последних минутах матча с «Метцом». Из-за своего юного возраста отыграл в двух первых сезонах в восемнадцати матчах. Свой первый профессиональный гол забил 20 сентября 2011 года в матче с «Шатору». Именно после этого матча Де Превиль начал играть значимую роль в клубе, забив 17 голов за два сезона.

### «Реймс»
В январе 2013 года де Превиль подписал контракт с «Реймсом». Дебют Николя в Лиге 1 состоялся 9 февраля 2013 года в матче против «Нанси». Первый гол за свой новый клуб забил 9 марта в ворота «Труа». Несмотря на проблемы с пахом, де Превиль помог команде удержаться в Лиге 1.
В том же сезоне в матче с «Генгамом» де Превиль отметился великолепным голом ударом через себя, позволившим «Реймсу» вырвать ничью. Этот чудо-гол прославил де Превиля, и о нём стали говорить, как о новой яркой звезде. Позже Николя стал ключевым игроком основного состава и в сезоне 2015/16 отметился шестью голами и девятью голевыми передачами, но это не помогло «Реймсу» остаться в элите.

### «Лилль»
В августе 2016 года Николя де Превиль перешёл в бельгийский клуб «Остенде», но сразу же был отдан в аренду в «Лилль» с обязательством выкупа. Переход в «Остенде» был бухгалтерским трюком, так как «Лилль» на тот момент был не в состоянии собрать необходимые деньги для трансфера. 29 ноября 2016 года де Превиль забил первый мяч за свой новый клуб в игре против «Кана». 20 мая 2017 года он оформил хет-трик в ворота «Нанта». С 14 голами за сезон де Превиль стал лучшим бомбардиром «Лилля» и занял 9-е место в списке лучших бомбардиров лиги.

### «Мец»
30 августа 2021 года подписал 3-летний контракт с клубом «Мец».